# 5th Royal Inniskilling Dragoon Guards
Le 5th Royal Inniskilling Dragoon Guards était un régiment de cavalerie de la British Army formé en 1922 par la fusion du 5th Dragoon Guards (Princesse Charlotte de Galles) et du 6th (Inniskilling) Dragoons. Il a participé à la Seconde Guerre mondiale et à la guerre de Corée. En août 1992, à la suite des réductions budgétaires dans le cadre du programme Options for Change, le régiment a été fusionné avec les 4th/7th Royal Dragoon Guards pour former les Royal Dragoon Guards.

## Histoire

### Formation
Le régiment a été créé en 1922, sous le nom de 5th/6th Dragoons, au Caire, en Égypte, par la fusion du 5th Dragoon Guards (Princesse Charlotte de Galles) et du 6th (Inniskilling) Dragoons,.
En 1923, le régiment est déployé à Risalpur, en Inde. En 1927, le régiment abandonne le "6th" et insère Inniskilling dans son titre, devenant ainsi le 5th Inniskilling Dragoon Guards. L'année suivante, le régiment s'installe pour la première fois au Royaume-Uni, sous le nom de 5th Dragoon Guards. En 1935, il reçoit l'accolade royale et devient le 5th Royal Inniskilling Dragoon Guards. En 1938, dans le cadre de la préparation à la Seconde Guerre mondiale, le régiment a été mécanisé ; l'année suivante, il a rejoint le nouveau Royal Armoured Corps (RAC).

### Seconde Guerre mondiale

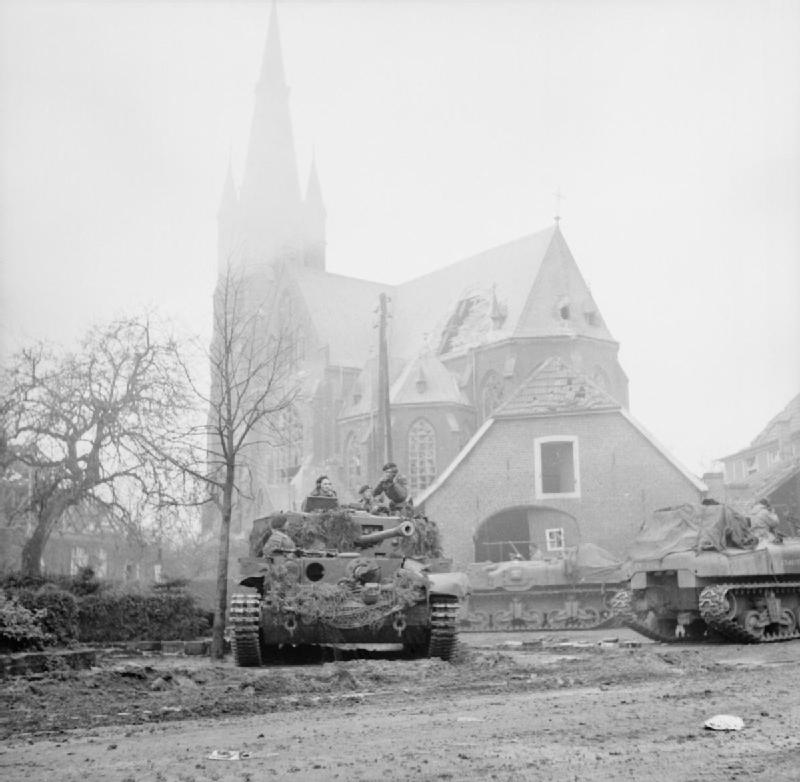
Un char Cromwell du 5th Royal Inniskilling Dragoon Guards appuyant l'infanterie à Weseke, le 29 mars 1945.

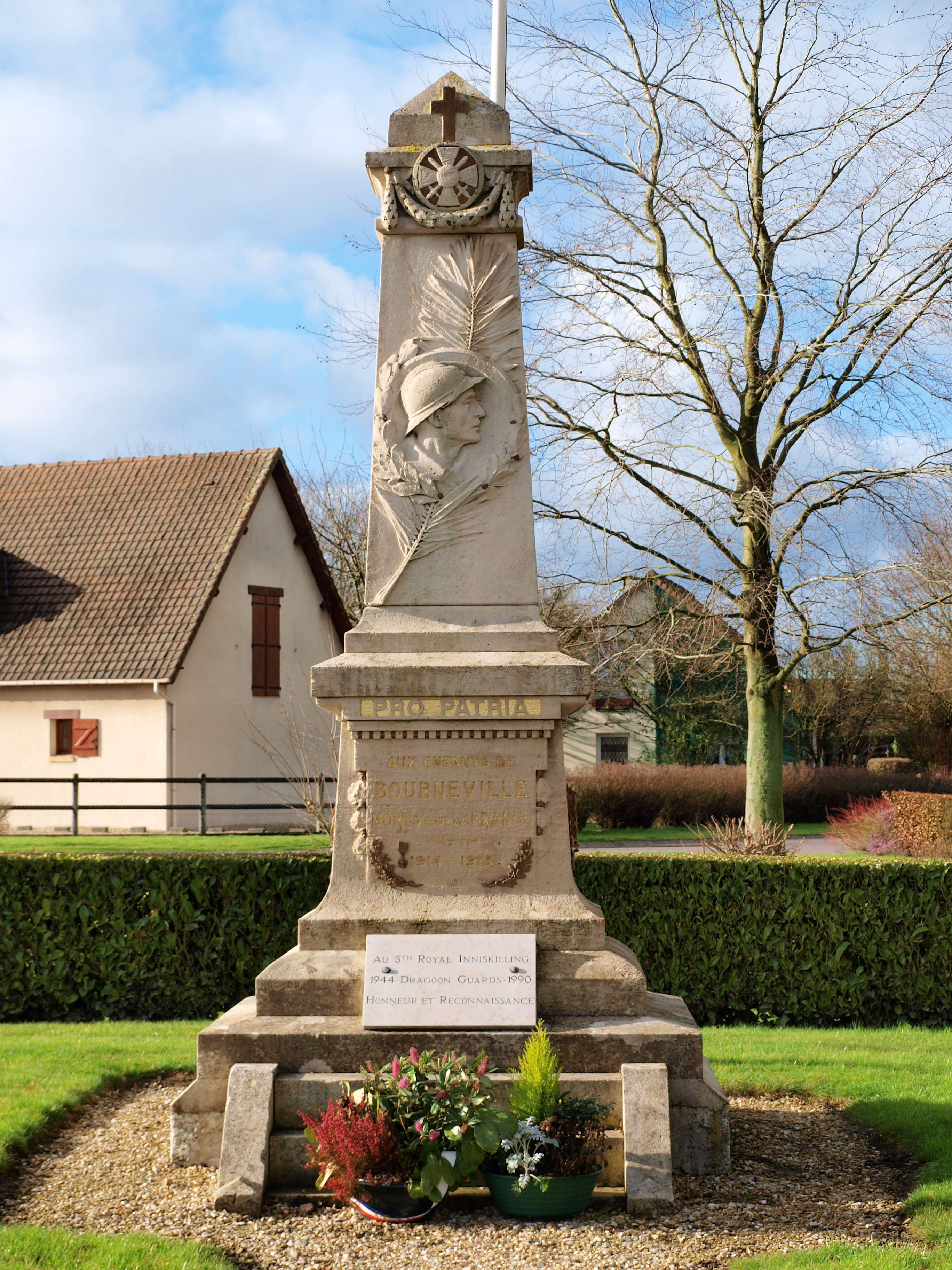
Plaque commémorant le 5th Royal Inniskilling Dragoon Guards sur le monument aux morts de Bourneville.

Le 3 septembre 1939, deux jours après l'invasion de la Pologne par la Wehrmacht, le Royaume-Uni, la France et leurs alliés déclarent la guerre à l'Allemagne nazie. Équipé de Vickers Mk.VI, le régiment, commandé initialement par le lieutenant-colonel John Anstice, est le régiment de reconnaissance de la 4e division d'infanterie du Corps expéditionnaire britannique (BEF) qui est déployé sur le continent peu après le début de la guerre. Le 10 mai 1940, l'armée allemande a lancé son invasion des Pays-Bas, mettant ainsi fin à ce que l'on appelait la "drôle de guerre". L'invasion allemande est rapide et réussie ; les forces alliées en Belgique, dont fait partie le régiment, doivent se replier sur l'Escaut. Des combats acharnés se poursuivent, le BEF continuant à se replier jusqu'à ce qu'il reçoive l'ordre de se replier sur Dunkerque, dans le nord de la France. Le régiment a été évacué avec succès de Dunkerque en juin 1940.
En décembre 1940, des cadres issus du régiment et du 4th/7th Royal Dragoon Guards ont été utilisés pour former un nouveau régiment, le 22nd Dragoons, qui a été dissous en décembre 1945.
Le 5th Dragoon Guards est resté au Royaume-Uni jusqu'à la fin juillet 1944, date à laquelle il a débarqué en Normandie, plus d'un mois après le débarquement initial du 6 juin, et a rejoint la 22e brigade blindée de la 7e division blindée (les fameux « Rats du désert »). De violents combats font toujours rage en Normandie et le régiment prend part à des actions au Mont Pincon au début du mois d'août et, par la suite, à Saint-Pierre-la-Vieille. Le régiment continue à servir dans le nord de la France, notamment en participant à la prise de Lisieux le 23 août, puis en traversant la Risle, avançant rapidement jusqu'à la Seine.
Les Inniskillings commencèrent leur avancée en Belgique le 31 août - l'objectif de la 7e division blindée était la ville de Gand - et traversèrent la Somme, où les régiments prédécesseurs du régiment avaient combattu pendant la Première Guerre mondiale, et les rivières Authie. L'avancée remarquable de la division sur la frontière franco-belge n'a pas pu être maintenue car les énormes quantités de carburant consommées ont épuisé les réserves disponibles. Au lieu de cela, une force plus petite, comprenant les Innsikillings, fut employée dans l'effort de prise de Gand ; les Inniskillings et les 11th Hussars entrèrent dans la ville le 5 septembre. La 7e Division blindée reste en Belgique pour participer aux opérations contre les restes des forces allemandes et ne prend donc pas part à l'opération Market Garden. Le régiment prend ensuite part à de violents combats autour de la Meuse lors de l'opération Pheasant qui débute fin octobre.
Le régiment participe à l'opération Blackcock, le plan de nettoyage de la rive ouest de la Rour, qui débute le 16 janvier 1945. Il participe ensuite à la traversée du Rhin, qui débute le 25 mars, avec l'objectif de se diriger vers l'est, en direction de la ville de Hambourg. Le régiment se trouve alors fermement en territoire allemand et rencontre une résistance acharnée de la part des Allemands. Le régiment participe à la prise d'un certain nombre de villes au cours de l'avancée rapide en Allemagne. En avril, le régiment participe à la prise d'Ibbenbüren, où il doit faire face à des combats acharnés contre de féroces défenseurs. Le régiment a connu d'autres combats acharnés ailleurs avant de se diriger, avec le reste de sa brigade, vers le sud en direction de Brême, où il a participé à la prise de Wildeshausen. Plus tard, les Inniskillings participèrent à l'attaque réussie de Soltau avant que l'avance sur Harburg, une banlieue de Hambourg, ne reprenne. Vers la fin du mois d'avril, les Allemands négocient la reddition de Hambourg, ville dévastée par les campagnes de bombardement alliées ; la 7e division blindée entre dans la ville le 3 mai.

### Après-guerre

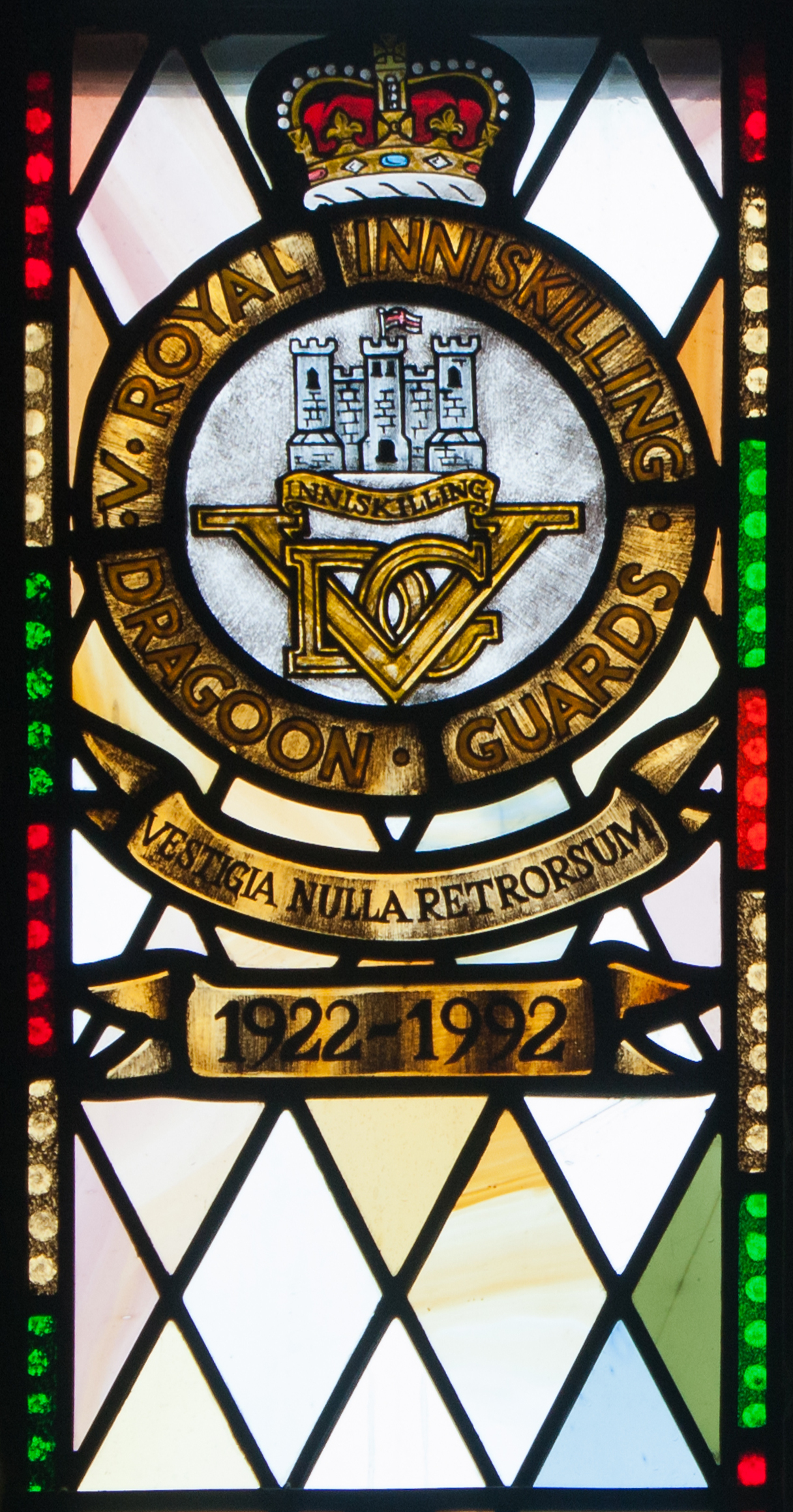
Fenêtre commémorative à la cathédrale St Macartin, Enniskillen

Le régiment est envoyé à la caserne York à Münster pour servir au sein de la 22e Brigade blindée en 1946, puis il est transféré à la caserne Barker à Paderborn en décembre 1948. Le régiment retourne au Royaume-Uni en août 1951, d'où il est envoyé, quelques mois plus tard, en Corée pour participer à la guerre de Corée - une guerre qui fait rage depuis que la Corée du Nord a lancé une attaque surprise contre la Corée du Sud - au sein de la 1re Division du Commonwealth. Le 18 novembre 1952, les Chinois lancent une attaque massive sur "The Hook", une position tactiquement importante tenue par les Britanniques, ce qui marque le début de la deuxième bataille pour "The Hook". Les Black Watch, qui ont défendu leurs positions avec acharnement, ont été repoussés par l'attaque écrasante des Chinois. Par la suite, les Britanniques lancent une contre-attaque qui soutient les Black Watch dans leur effort méthodique pour déloger les Chinois de "The Hook" ; l'escadron B du régiment, armé du puissant char de combat Centurion, fait partie de cette attaque. Les combats font rage jusqu'aux premières heures du 19 novembre mais, à l'aube, les Chinois battent en retraite, incapables de consolider leur position sur "The Hook". Le régiment a quitté la Corée le mois suivant et est arrivé dans la zone du canal de Suez juste avant sa remise aux Égyptiens.
En février 1957, le régiment a déménagé à la caserne Athlone à Sennelager, mais il est revenu au Royaume-Uni en novembre 1962, d'où il a déployé des troupes en Libye à l'automne 1963 et à Aden et Hong Kong en décembre 1964. Un escadron est déployé à Chypre en janvier 1966 pour assurer la reconnaissance des forces des Nations Unies (ONU), qui sont là pour empêcher le conflit d'éclater entre les Chypriotes grecs et turcs qui s'opposent. Le régiment rentre au pays en décembre 1967, puis déménage à la caserne Harewood à Herford en mars 1969 et à la caserne York à Münster en juin 1970. En octobre 1973, le régiment rejoint les forces de l'ONU à Chypre et retourne à sa base en décembre 1974.
Le régiment a déménagé à la caserne Imphal à Osnabrück en décembre 1976, d'où il a été déployé en Irlande du Nord pour une période de quatre mois en avril 1981. Le régiment retourne au Royaume-Uni en novembre 1984 et déménage ensuite à la caserne Barker à Paderborn en novembre 1986. Le régiment est à nouveau déployé en Irlande du Nord pour une période de quatre mois en septembre 1989, puis en janvier 1992.
En août 1992, à la suite des réductions budgétaires prévues dans le cadre du programme "Options for Change", le régiment a été fusionné avec les 4e et 7e Royal Dragoon Guards pour former les Royal Dragoon Guards.

## Musée régimentaire
Le musée régimentaire, ainsi que celui des Royal Inniskilling Fusiliers, est basé au château d'Enniskillen,. Une autre exposition se trouve au musée militaire du Cheshire, au château de Chester.

## Uniforme
Au moment de la fusion, on a veillé à ce que l'uniforme du nouveau régiment conserve un équilibre entre les caractéristiques des deux anciens régiments. Ainsi, en grande tenue, le panache rouge et blanc du 5th Dragoon Guards était porté sur le casque (argenté) du 6th Dragoons, l'insigne de casque du 5th était porté, mais l'insigne de col du 6th. Les parements jaunes (col et poignets) ont été conservés du 6e régiment de dragons, mais pour ne pas perdre les parements verts distinctifs du 5e régiment de dragons, il a été proposé de porter des culottes/salopettes vertes. (La culotte verte avait déjà été portée au XVIIIe siècle, lorsque le régiment était connu sous le nom de "Green Horse"). La proposition a été acceptée et une nouvelle tradition a été établie. Après la mécanisation, les pantalons verts ont commencé à être portés avec différents ordres de tenue (une coutume toujours maintenue par le régiment qui lui a succédé, les Royal Dragoon Guards).

## Honneurs de guerre

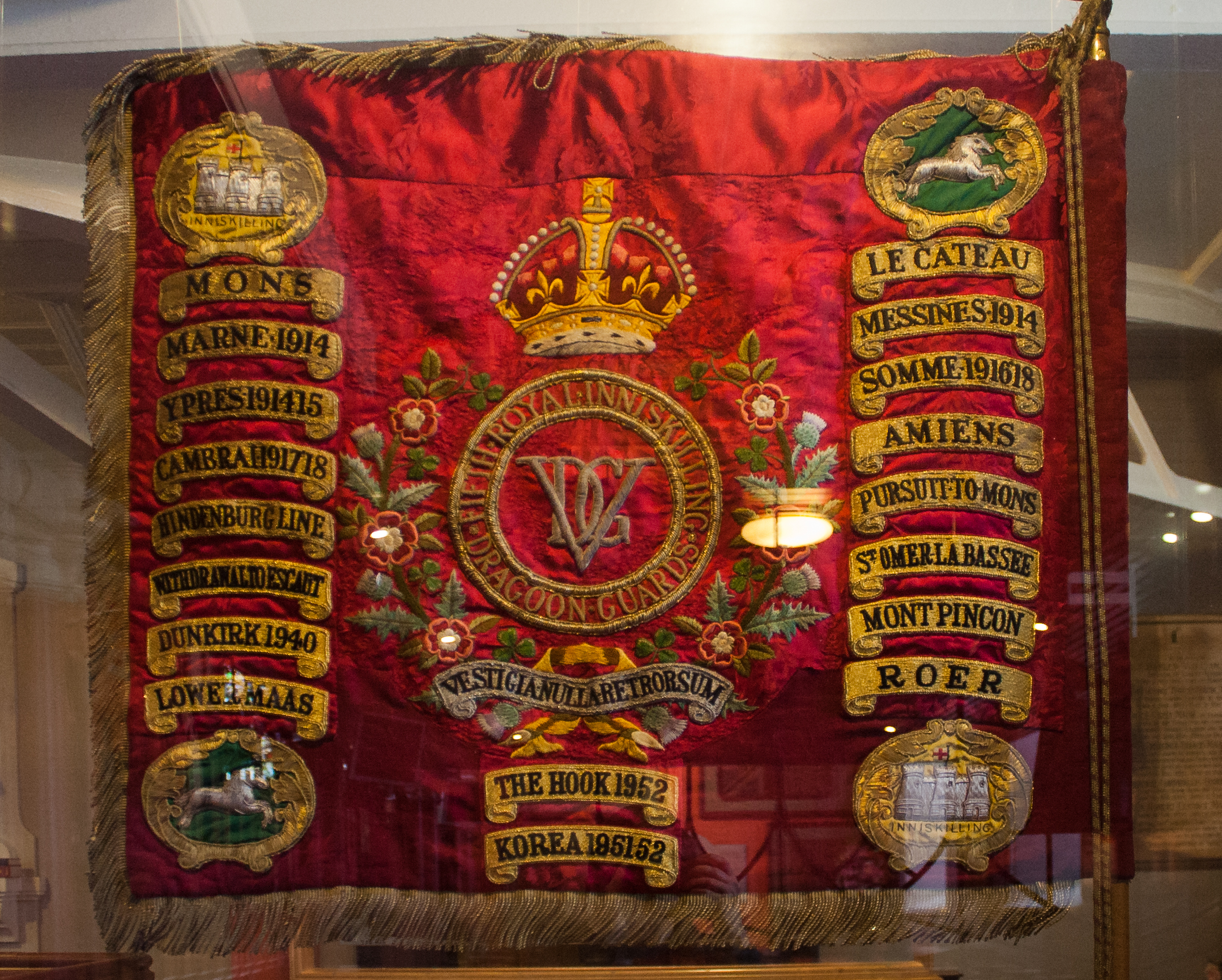
Les couleurs du régiment dans la cathédrale St. Macartin affichant les honneurs de Mons à la Corée

Les honneurs de guerre du régiment sont les suivants :
- Premières guerres : (honneurs de bataille pour les régiments précédents) : Blenheim, Ramillies, Oudenarde, Malplaquet, Dettingen, Warburg, Beaumont, Willems, Salamanque, Vittoria, Toulouse, Péninsule, Waterloo, Balaklava, Sébastopol, Ladysmith, Afrique du Sud.
- Première Guerre mondiale (honneurs de bataille pour les régiments précédents) :
  - Front occidental : Mons, Le Cateau, retraite de Mons, Marne 1914, Aisne 1914, La Bassée, Messines 1914, Armentières 1914, Ypres 1914-15, Frezenberg, Bellewaarde, Somme 1916-18, Flers-Courcelette, Morval, Arras 1917, Scarpe 1917, Cambrai 1917 et 1918, St Quentin, Rosières, Avre, Lys, Hazebrouk, Amiens, ligne Hindenburg, canal de St Quentin, Beaurevoir, poursuite vers Mons, France et Flandres 1914-18
- Seconde Guerre mondiale :
  - Europe du Nord-Ouest : Retrait vers l'Escaut, Dunkerque 1940, Mont Pinçon, St Pierre La Vielle, Lisieux, Traversée de la Risele, Triangle de la Roer (Opération Blackcock), Ibbenburen, Europe du Nord-Ouest 1940-44-45
  - Corée : Le crochet 1952, Corée 1951-52

## Commandants
Les commandants ont été :
- 1960–1962: Lt.-Col. Harry C. Walker
- 1962–1965: Lt.-Col. Gavin S. Murray
- 1965–1967: Lt.-Col. Henry G. Woods
- 1967–1970: Lt.-Col. Guy L. Wathen
- 1970–1972: Lt.-Col. Charles E. Taylor
- 1972–1975: Lt.-Col. Richard C. Keightley
- 1975–1977: Lt.-Col. Patrick G. Brooking
- 1977–1980: Lt.-Col. Nicholas G. P. Ansell
- 1980–1982: Lt.-Col. William A. Evans
- 1982–1984: Lt.-Col. Water J. Courage
- 1984–1987: Lt.-Col. Patrick A. J. Cordingley
- 1987–1990: Lt.-Col. Brian R. Anderson
- 1990–1992: Lt.-Col. David W. Montgomery

## Colonels en chef
Les colonels en chef étaient les suivants :
- Roi Albert I, Roi des belges (1922)
- Roi Leopold III, Roi des belges (1937)
- Prince Charles, Prince de Galles (1985)

## Colonels de régiment
Les colonels du régiment étaient :
5th/6th Dragoons puis 5th Inniskilling Dragoon Guards (1927)
- 1922–1928 (6th Dragoons): Maj-Gen. Sir Michael Frederic Rimington, KGB, CVO (ex 6th Dragoons)
- 1922–1937 (5th Dragoon Guards): Lt-Gen. Sir George Tom Molesworth Bridges, KCB, KCMG, DSO (ex 5th Dragoon Guards)

5e Royal Inniskilling Dragoon Guards (1935)
- 1937–1947: Maj-Gen. Roger Evans, CB, MC
- 1947–1957: Gen. Sir Charles Frederic Keightley, GCB, GBE, DSO
- 1957–1962: Col. Sir Michael Picton Ansell, CBE, DSO
- 1962–1967: Gen. Sir John D'Arcy Anderson, GBE, KCB, DSO, DL
- 1967–1972: Brig. Arthur Carr, OBE
- 1972–1981: Gen. Sir Cecil Blacker, GCB, OBE, MC
- 1981–1986: Brig. William Francis Allan Findlay, OBE
- 1986–1991: Maj-Gen. Richard Charles Keightley, CB
- 1991–1992: Maj-Gen. Patrick Guy Brooking, CB, MBE (to Royal Dragoon Guards)
- 1992: Regiment amalgamated with 4th/7th Royal Dragoon Guards to form The Royal Dragoon Guards

## Alliances
- Canada 10th Brant Dragoons (1922–1936) - Canada
- Canada 2nd/10th Dragoons (1936–1946) - Canada
- Canada The British Columbia Dragoons (1960–1992) - Canada
- Australie 9th Light Horse (Le cheval léger Flinders) (1927–1943) - AustraliE
- Australie 3e/9e régiment de cavalerie légère (South Australian Mounted Rifles) (1951–1992) - AustraliE
- Nouvelle-Zélande 6th (Manawatu) Mounted Rifles (1922–1944) - Nouvelle Zélande

Yeomanry
- Royaume-Uni The Cheshire Yeomanry (Earl of Chester's)
- Royaume-Uni North Irish Horse

## Voir également
- (en) C Blacker et H Woods, Change and Challenge: 5th Royal Inniskilling Dragoon Guards 1928-1978 [« Changement et défi : 5e Royal Inniskilling Dragoon Guards 1928-1978 »], Impression privée, 1978
- (en) Roger Evans, The Story of the Fifth Inniskilling Dragoon Guards [« L'histoire des Fifth Inniskilling Dragoon Guards »], Gale & Polden, 1951